# Liste der Einträge im National Register of Historic Places im Carter County (Missouri)

Lage des Carter County in Missouri

Die Liste der Einträge im National Register of Historic Places im Carter County in Missouri führt die Bauwerke und historischen Stätten im Carter County auf, die in das National Register of Historic Places aufgenommen wurden.

## Legende
| NRHP | Historic Place    |
| HD   | Historic District |

## Aktuelle Einträge
| [ 3 ] | Name                                  | Bild                         | Eintragsdatum        | Lage                                                             | Ort                           | Beschreibung |
| ----- | ------------------------------------- | ---------------------------- | -------------------- | ---------------------------------------------------------------- | ----------------------------- | ------------ |
| 1     | Mrs. Louis Bedell House               |                              | 1980 ID-Nr. 80002324 | 3rd Street Ecke Maple Street 36° 49′ 55″ N, 90° 49′ 15″ W        | Grandin                       |              |
| 2     | Big Spring Historic District          | Big Spring Historic District | 1981 ID-Nr. 81000101 | Östlich von Van Buren an der MO 103 36° 56′ 55″ N, 90° 59′ 35″ W | Van Buren                     |              |
| 3     | Earl Boyer House                      |                              | 1980 ID-Nr. 80002325 | 5th Street 36° 49′ 42″ N, 90° 49′ 18″ W                          | Grandin                       |              |
| 4     | Chubb Hollow Site                     |                              | 1990 ID-Nr. 89002272 | Adresse nicht veröffentlicht                                     | Van Buren                     |              |
| 5     | J. W. Gibson House                    |                              | 1980 ID-Nr. 80002326 | 6th Street Ecke Pine Street 36° 49′ 51″ N, 90° 49′ 45″ W         | Grandin                       |              |
| 6     | Gooseneck Site                        |                              | 1990 ID-Nr. 90001473 | Adresse nicht veröffentlicht                                     | nordwestlich von Poplar Bluff |              |
| 7     | Delia Greensfelder House              |                              | 1980 ID-Nr. 80002327 | 4th Street Ecke North Cherry Street 36° 49′ 48″ N, 90° 49′ 21″ W | Grandin                       |              |
| 8     | Loretta Herrington House              |                              | 1980 ID-Nr. 80002325 | 5th Street 36° 49′ 44″ N, 90° 49′ 21″ W                          | Grandin                       |              |
| 9     | James Hinton House                    |                              | 1980 ID-Nr. 80002329 | Walnut Street 36° 50′ 0″ N, 90° 49′ 11″ W                        | Grandin                       |              |
| 10    | Nettie Jacobson House                 |                              | 1980 ID-Nr. 80002330 | 6th Street Ecke Oak Street 36° 49′ 49″ N, 90° 49′ 38″ W          | Grandin                       |              |
| 11    | Isaac Kelley Site (23CT111 and 23CT1) |                              | 1988 ID-Nr. 87002531 | Adresse nicht veröffentlicht                                     | Hunter                        |              |
| 12    | Nola Kitterman House                  |                              | 1980 ID-Nr. 80002331 | 6th Street 36° 49′ 54″ N, 90° 49′ 53″ W                          | Grandin                       |              |
| 13    | Wallace Knapp House                   |                              | 1980 ID-Nr. 80002332 | 6th Street Ecke South Elm Street 36° 49′ 49″ N, 90° 49′ 37″ W    | Grandin                       |              |
| 14    | Buford Lawhorn House                  |                              | 1980 ID-Nr. 80002333 | 6th Street 36° 49′ 52″ N, 90° 49′ 44″ W                          | Grandin                       |              |
| 15    | Iva Lewis House                       |                              | 1980 ID-Nr. 80002334 | 6th Street 36° 49′ 49″ N, 90° 49′ 41″ W                          | Grandin                       |              |
| 16    | Masonic Lodge                         |                              | 1980 ID-Nr. 80002335 | 5th Street Ecke South Elm Street 36° 49′ 49″ N, 90° 49′ 33″ W    | Grandin                       |              |
| 17    | Terry Mays House                      |                              | 1980 ID-Nr. 80002336 | 6th Street Ecke South Plum Street 36° 49′ 44″ N, 90° 49′ 26″ W   | Grandin                       |              |
| 18    | Thornton McNew House                  |                              | 1980 ID-Nr. 80002337 | 6th Street Ecke Spruce Street 36° 49′ 53″ N, 90° 49′ 47″ W       | Grandin                       |              |
| 19    | Mill Pond                             |                              | 1980 ID-Nr. 80002338 | Abseits der MO 21 36° 49′ 53″ N, 90° 48′ 46″ W                   | Grandin                       |              |
| 20    | Della Nance House                     |                              | 1980 ID-Nr. 80002339 | 6th Street 36° 49′ 50″ N, 90° 49′ 41″ W                          | Grandin                       |              |
| 21    | Hazel Owens House                     |                              | 1980 ID-Nr. 80002325 | 5th Street 36° 49′ 52″ N, 90° 49′ 39″ W                          | Grandin                       |              |
| 22    | Phillips Bay Mill (23CT235)           |                              | 1988 ID-Nr. 87002536 | Adresse nicht veröffentlicht                                     | Eastwood                      |              |
| 23    | Ernie Phillips House                  |                              | 1980 ID-Nr. 80002341 | 3rd Street Ecke North Cherry Street 36° 49′ 53″ N, 90° 49′ 20″ W | Grandin                       |              |
| 24    | Alvis Powers House                    |                              | 1980 ID-Nr. 80002329 | Walnut Street 36° 49′ 56″ N, 90° 49′ 13″ W                       | Grandin                       |              |
| 25    | Hazel Shoat House                     |                              | 1980 ID-Nr. 80002325 | 5th Street 36° 49′ 51″ N, 90° 49′ 37″ W                          | Grandin                       |              |
| 26    | Sixth Street Historic District        |                              | 1980 ID-Nr. 80002344 | 6th Street 36° 49′ 46″ N, 90° 49′ 36″ W                          | Grandin                       |              |
| 27    | James Smith House                     |                              | 1980 ID-Nr. 80002345 | 6th Street 36° 49′ 43″ N, 90° 49′ 24″ W                          | Grandin                       |              |
| 28    | Lawrence Smith House                  |                              | 1980 ID-Nr. 80002346 | 3rd Street 36° 49′ 54″ N, 90° 49′ 10″ W                          | Grandin                       |              |
| 29    | William F. Smith House                |                              | 1980 ID-Nr. 80002347 | 6th Street 36° 49′ 43″ N, 90° 49′ 31″ W                          | Grandin                       |              |
| 30    | Lee Tucker House                      |                              | 1980 ID-Nr. 80002346 | 3rd Street 36° 49′ 56″ N, 90° 49′ 30″ W                          | Grandin                       |              |